# NGC 7794
NGC 7794 (również PGC 73103 lub UGC 12872) – galaktyka spiralna (Sbc), znajdująca się w gwiazdozbiorze Pegaza. Odkrył ją William Herschel 23 listopada 1785 roku.
W galaktyce tej zaobserwowano supernową SN 1995ai.